# 腓特烈四世
弗雷德里克四世（Frederik 4.，1671年10月11日—1730年10月12日）是丹麥及挪威國王。他在位大部分時間都在北方大戰（1700年至1721年）中對抗瑞典。雖然丹麥-挪威在此戰中和俄羅斯、波蘭-立陶宛結盟，並取得勝利，但無法奪回斯堪的納維亞半島南部。

## 統治

### 內政
1700年，弗雷德里克四世聽取天文學家奧勒·羅默（1644年—1710年）的建議，將丹麥國內使用的曆法替換為格里曆。丹麥首都哥本哈根在1728年發生的火災受到重創，在火災中被燒毀的也包含許多奧勒·羅默的觀測資料。弗雷德里克四世在位期間建築了腓特烈斯貝宮與弗雷登斯堡宮這兩座王宮，其中腓特烈斯貝宮作為夏季王宮、弗雷登斯堡宮作為春秋兩季王宮。

### 外交
在大北方戰爭（1700年—1721年）中，弗雷德里克四世與俄羅斯結盟，對抗瑞典的卡爾十二世。1720年簽訂的腓特烈堡條約結束了丹麥與瑞典的戰事，並使丹麥得以控制什勒斯維希-霍爾斯坦地區。